# アミアン
アミアン（Amiens [a.mjɛ̃]）は、フランスの北部に位置するコミューン。ソンム県の県庁所在地である。
2022年度の統計において、人口約143,086人のアミアンはフランス国内都市中第21位だった。都市圏人口は274,700人で、国内第32位だった。
アミアンは、運河、『北の小さなヴェネツィア』と称される水上庭園（fr）、そしてアミアン大聖堂で有名である。

## 地理
コミューン内はソンム川で二分される。川は総じて穏やかであるが、時には数週間も続く洪水を引き起こす（最近起こった洪水は2001年である）。アミアン南東郊外、カモンとロンギュモー近くでは支流のアヴル川が合流する。

## 都市の景観

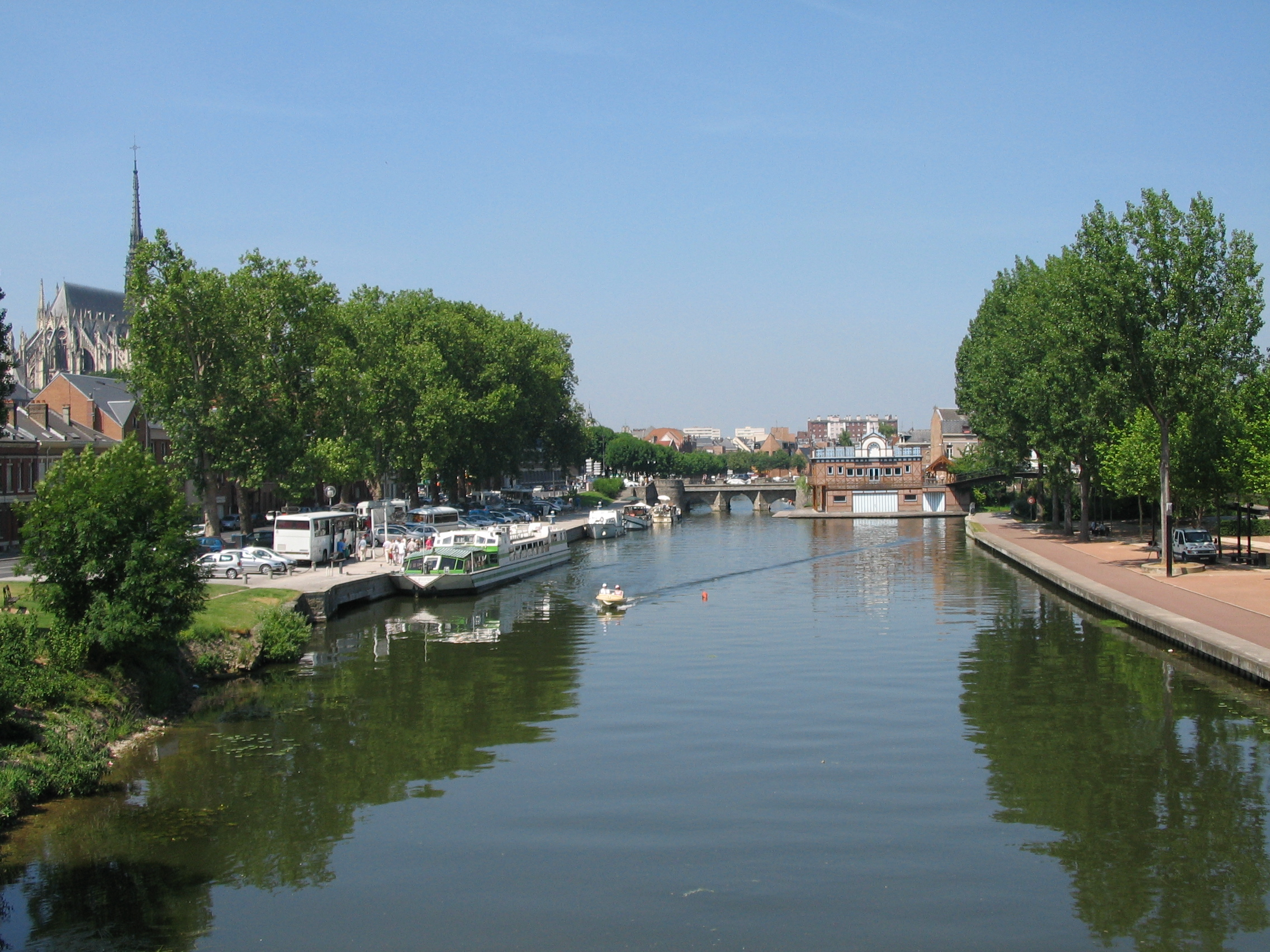
アミアンを流れるソンム川

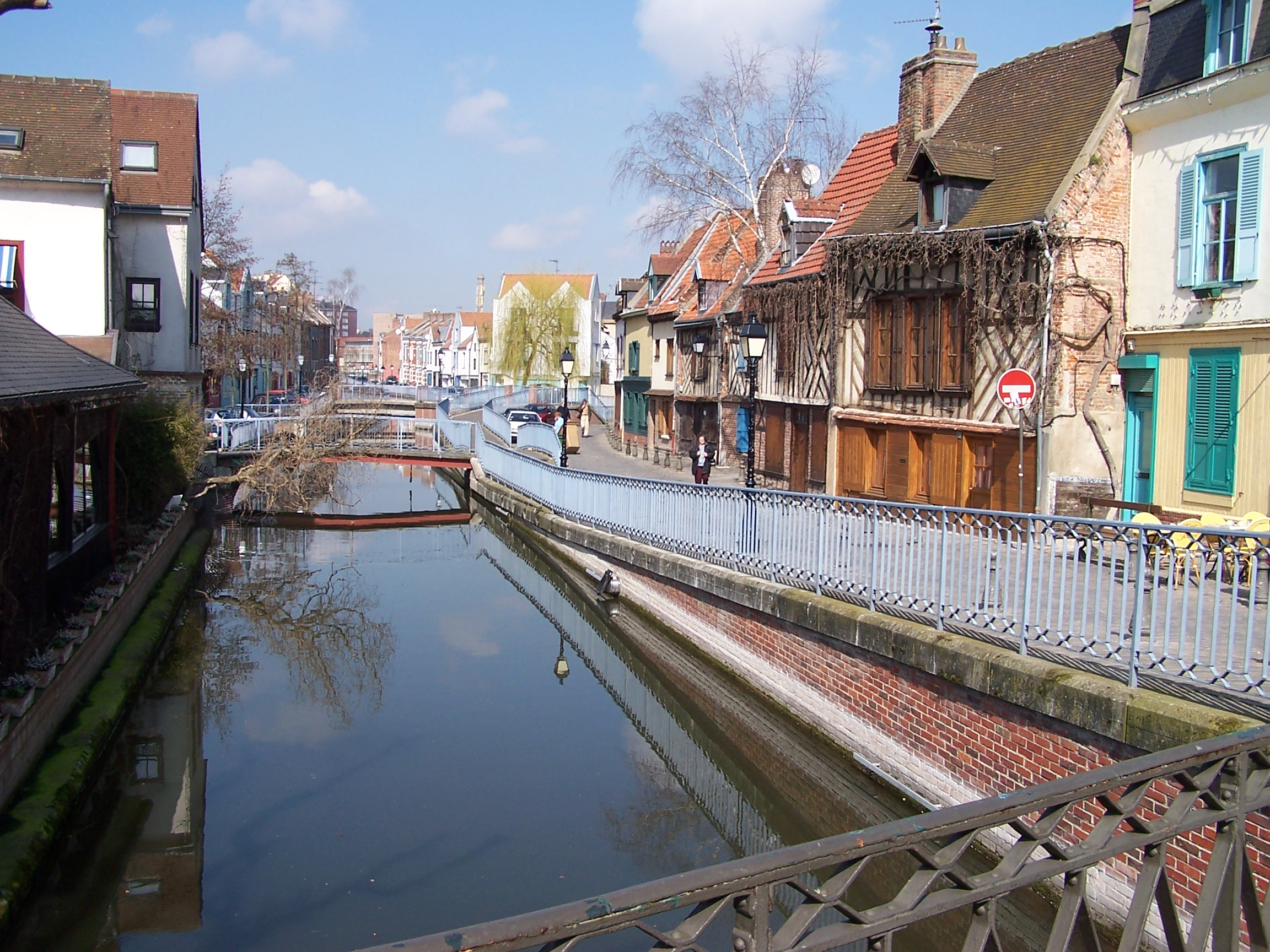
サン＝ルー地区と運河

### サン＝ルー地区
アミアン大聖堂のお膝元、運河が巡らされた一帯は、1990年代に修復された美しい地区である。さらに北の丘の麓までソンム運河が伸び、そこには17世紀の軍事技師ジャン・エラールがシタデルと呼んだサン＝ピエール要塞が建設されていた。歴史的には、皮なめし職人、肉屋、染色職人といったアミアンの下層階級が暮らしていた。
1960年代以降、ピカルディー大学の理学部が機会あるごとに拡張された。法学部と経済学部も、市南部にあるキャンパスから新たな場所へ移ってきた。第二次世界大戦以降、破壊された状態であった光景から打って変わって平面駐車場ができている。しかしそれは大聖堂の眺めを妨げていない。大部分の建物は学生用住宅に修繕されている。
この地区はアミアン市民が夜の交際を楽しむ場所で、レストランやバー、ベル埠頭がある。理学部と法経済学部の間には、サン＝ルー教会がある。また2箇所の劇場がある。

### サン＝モーリス地区
シタデルの西、マドレーヌ墓地の東に位置する。このアミアンの古い地区は、18世紀に産業の中心であり、2006年時点で再開発された住宅地となっている。ソンム運河と接しており、ボートが接岸されている。
この地区はかつてアミアンの染料製造中心地だった。現在アミアン芸術デザイン高等専門学校、大学の芸術学部がある。近くにはグランゼコールの電子電気工学技術高等学院アミアン校（fr）もある。シタデルにある大学の文学部は、レンゾ・ピアノの手によって改修が進められている。

### アンリヴィル地区
まちを取り巻く城壁が19世紀に解体された後、アンリヴィル地区が誕生した。レンガ造りが大半のブルジョワ階級の、新古典主義建築やネオゴシック様式が混在する邸宅が立ち並ぶ。

### 一般庶民の地区
フランスの大都市がそうであるように、アミアンにも低所得者向けの集合住宅群がある。北部郊外の住宅群は、1994年、1999年、2000年と暴動の舞台となり、最近では2006年から2008年に発生した。
これらの地区において広範囲に再開発計画が近年行われ、老朽化した住宅群が壊されて新たな公共施設、特に学校が建てられている。2009年にはアミアンの公共交通ネットワークが大幅に変更された。

### サンタシュル地区
サンタシュルには先史時代から人が定住していた。旧石器時代前期に見つかった石器をアシュレン（fr）と呼ぶのは、サンタシュルにちなむ。
この地区には、水上庭園、サンタシュル教会、第一次世界大戦時の軍人墓地、かつての師範学校が含まれる。地区の一部には純粋な英国式の住宅が見られ、イギリス地区（Quartier anglais）とも呼ばれる。

## 由来
アミアンの名は、かつてこの地にいたガリア系部族、アムビアニ族(カエサル著のガリア戦記ではアンビアーニー族と表記される)（fr）に由来する。4世紀以降、ガロ＝ローマ時代の名称サマロブリヴァ（Samarobriva）から変えられた。

## 歴史

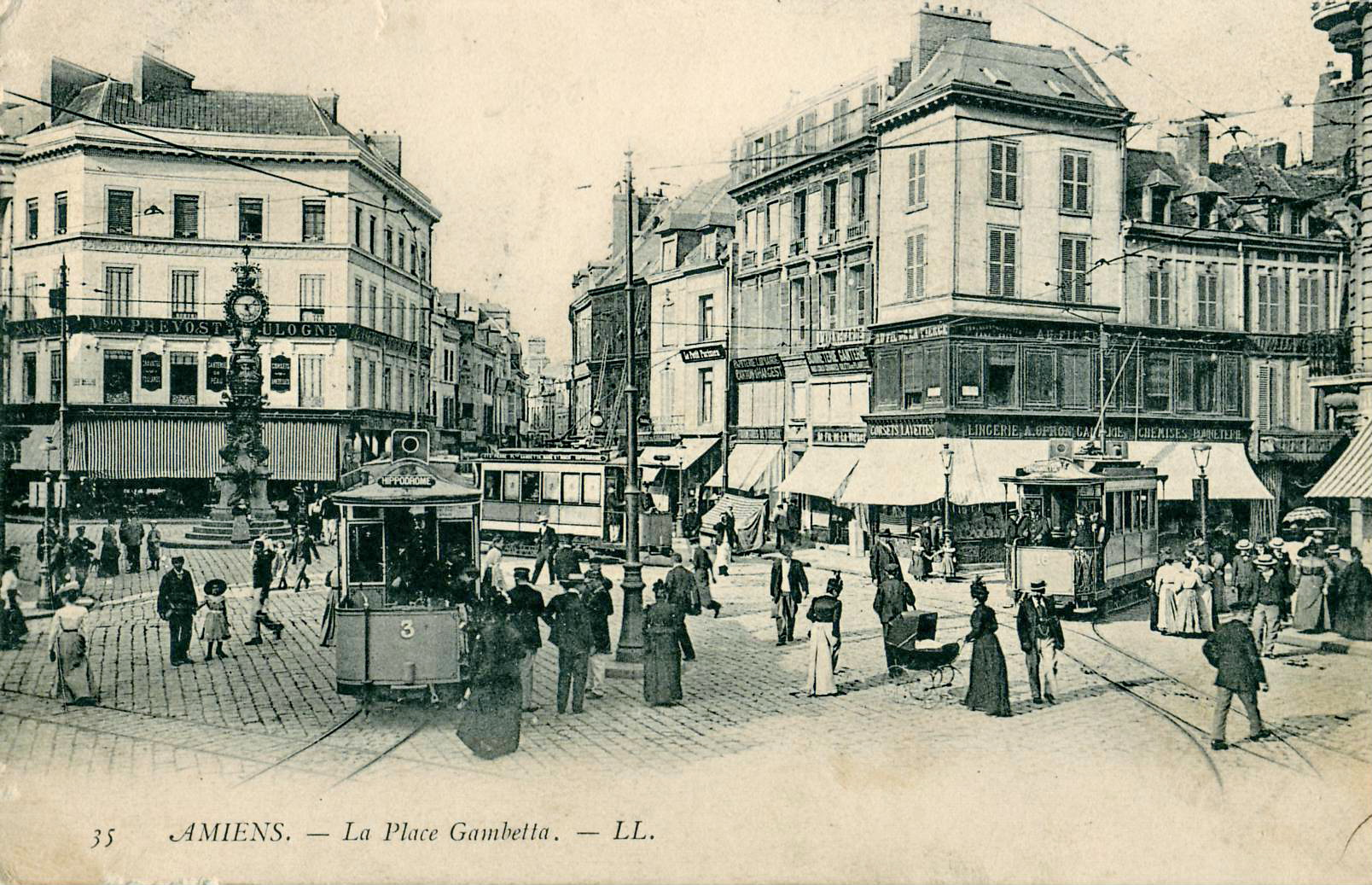
1914年頃のガンベタ広場

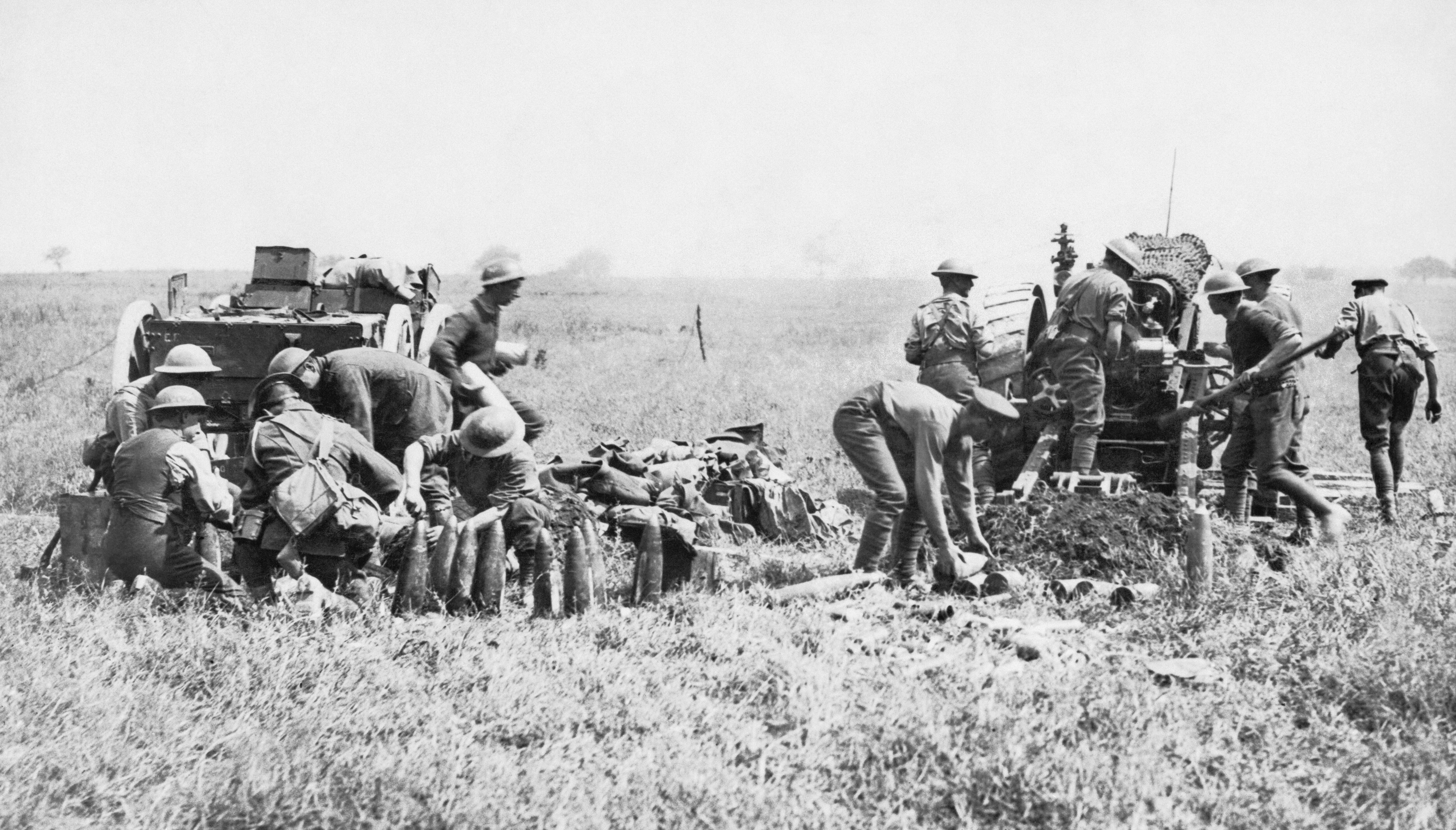
1918年のアミアンの戦い

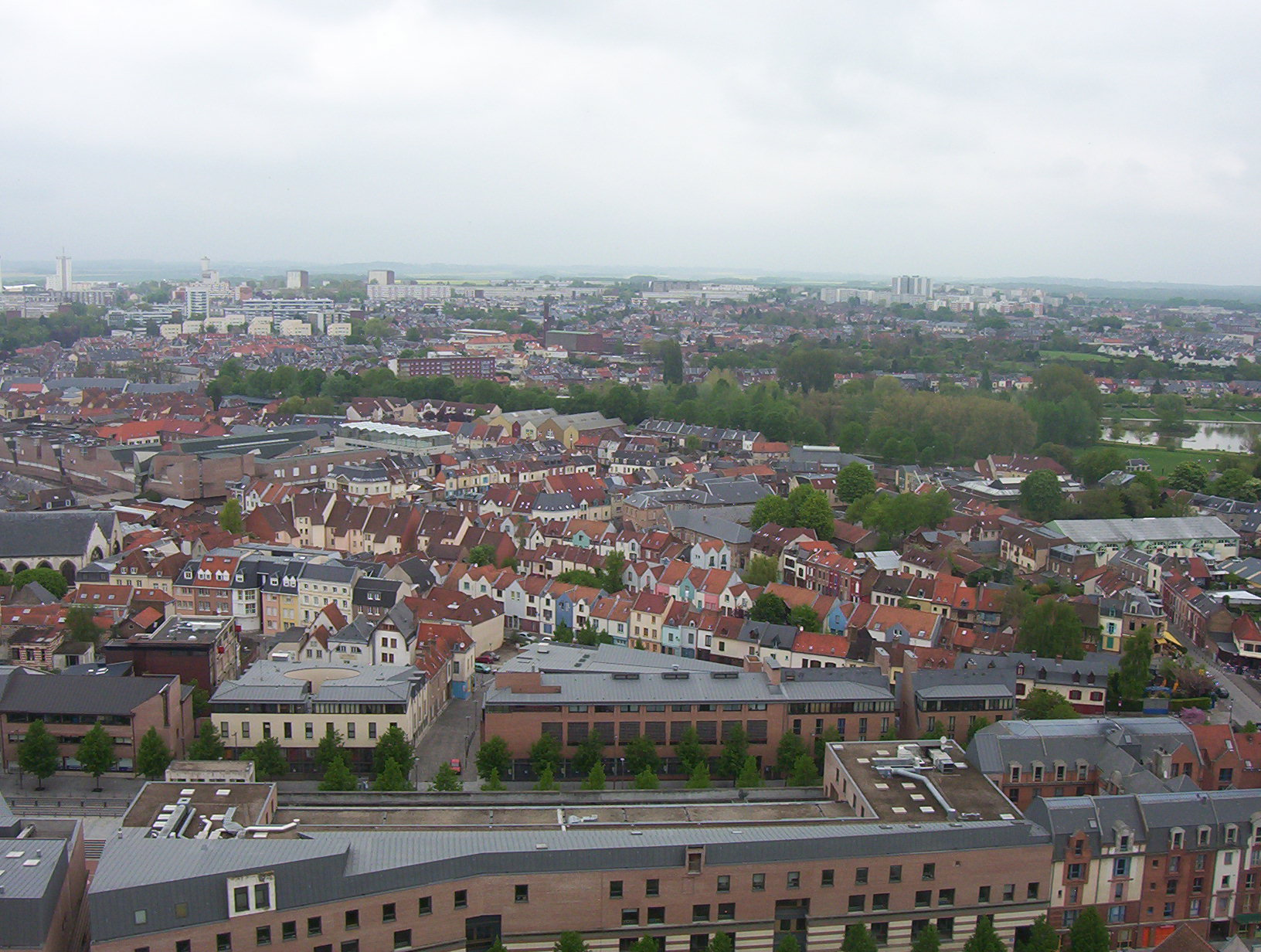
サン＝ルー地区

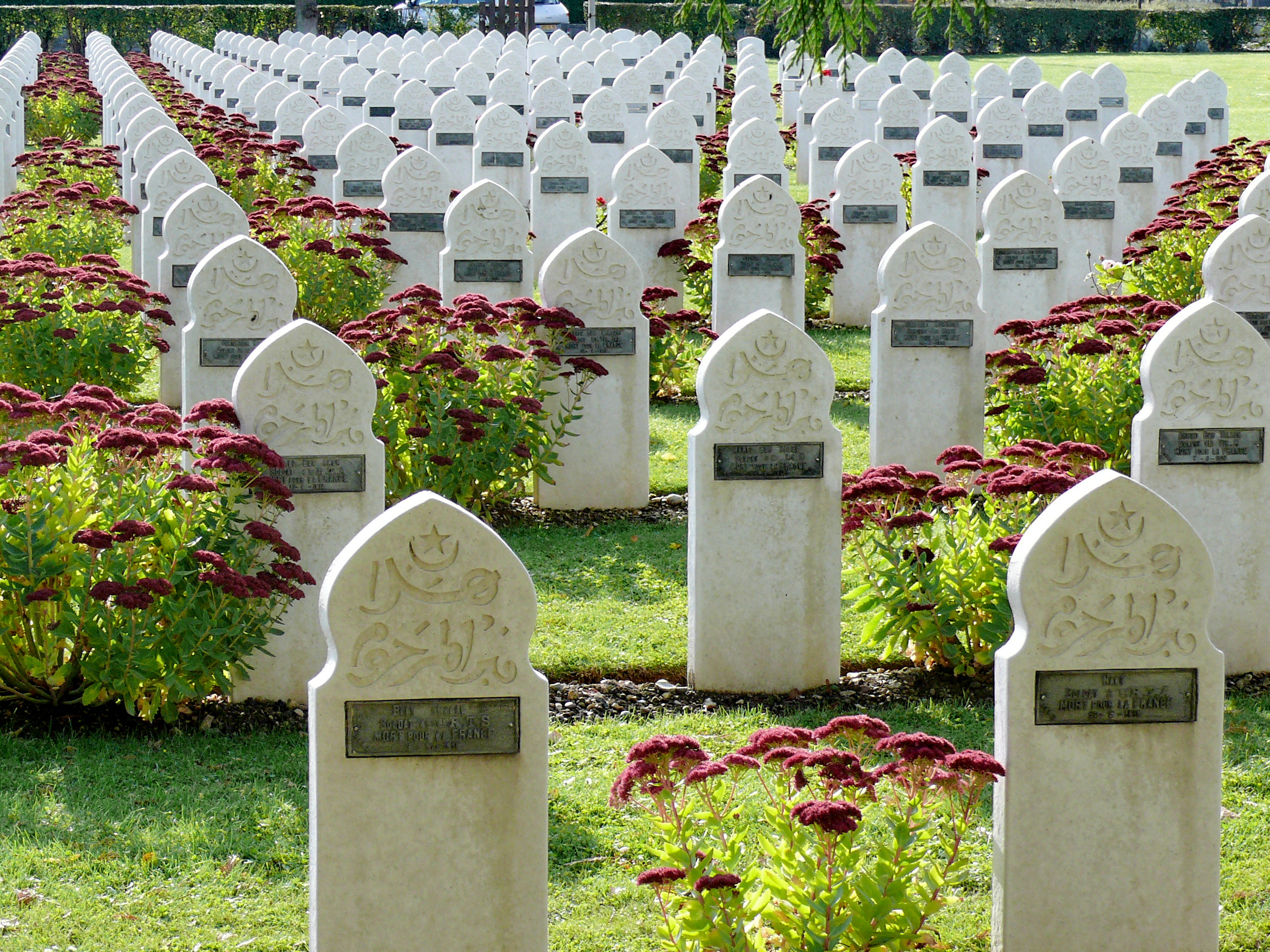
サンタシュル墓地にあるイスラム教徒の区画。第一次世界大戦で戦死したセネガル人兵を埋葬している

2006年、住宅建設現場（かつてソンム川とその支流セル川が流れていた場所）から、中石器時代の遺構が発見された。
367年、ローマ皇帝ウァレンティニアヌス1世は海上防衛システムを構築するためアミアンに赴いた。
5世紀、クロディオン王（fr）率いるフランク族がアミアンに到着した。サリア・フランク族のメロヴェが、仲間の戦士たちから王に選ばれ、彼の盾が彼の権力の証とされた。
859年、ヴァイキングがアミアンを襲撃した。882年の襲撃ではヴァイキングがまちを制圧している。
1095年からアミアンは、地方自治体の組織の体裁を持っていた。1113年にアミアン司教の同意を受けて自治体となり、その後フランス王がこれを追認した。地方の他都市、ボーヴェ、カンブレー、ラン、ノワイヨン、サン＝カンタンが、自由な自治体へ移行した。1115年のヤシの日曜日に、ルイ6世はアミアンにおり、自治体の組織を認めないクシーおよびアミアン領主アンゲラン1世と対抗するジョフロワ司教と住民を支持した。1185年にアミアンは再び王領に統合され、1435年のアラスの和約によってブルゴーニュ公国に与えられた。1477年、ルイ11世がアミアンを獲得した。
1218年、落雷で司教座の公文書庫が破壊されたうえ、ヴァイキング襲来で破壊されたあとに再建された大聖堂も壊れた。
1264年、ルイ9世はヘンリー3世と彼の臣下たちとの間で起きたバロン戦争の仲裁を行っている。
アイからつくられる植物性染料ブリュー・ダミアン（bleu d'Amiens）は12世紀から13世紀の染料商人の幸運を呼んだ。染料の売り上げから生まれた富は、大聖堂再建事業への資金提供に役立てられた。
1477年、ブルゴーニュ公シャルル豪胆公が死ぬと、ソンムのまちは王国へ帰した。ルイ11世は特許状でアミアンでの年2回の市を承認した。これは強力なアントワープやブリュージュの市と競って王国の為替漏れが増加しないようにするためだった。
1597年3月、スペイン軍が奇襲攻撃をかけた。農民に姿をやつしたフエンテス公の兵士たちは、クルミやリンゴを持って砦の門のところにやってきた。飢えていたアミアン住民は門を開け、スペイン軍が入場し都市を制圧した。6ヶ月間の包囲戦ののち、アンリ4世がアミアンを奪還し、自治体としての自治は終わった。
18世紀から19世紀のアミアンは、ヴェルヴェット織物の有名なヴェルール・ダミアン（velours d'Amiens）を含む織物業で有名だった。コスラ家は、その後アミアン繊維産業最大の家柄の1つとなった。
1802年3月15日、仏英は第二次対仏大同盟に終止符を打つ平和条約にアミアンで署名した（アミアンの和約）。19世紀のアミアンは産業が発展した。まちは近代化され拡大した。市内中心部を取り囲む城壁は広い大通りをつくるため解体された。アミアン病院の小区画、遠いサントノレやサンタシュルといった郊外地区はアンリヴィルという新しい地区となった。レピュブリック通りがつくられ、市立図書館やピカルディー美術館、県庁が立ち並び、権力と知性を表す場所となった。
アミアンを通過する最初の鉄道路線は1848年に建設された。それはブローニュ＝シュル＝メールとアミアンを結ぶものだった。城壁に隣接する古い時代の堀は、鉄道建設の資材として道路敷設に用いられた。1849年、フランス他都市と同様に、男性有権者が初めて普通選挙で投票した。1866年にアミアンはコレラ流行にみまわれた。
1870年の普仏戦争中、ソンム県はプロイセン軍に占領され、数日間の戦いに要塞は耐え、のちにアミアンも征服された。
1906年、全国労働者連合が歴史的な会議を開き、アミアン憲章を採択した。

### 2度の世界大戦
アミアンは2度の世界大戦で傷を負っている。1914年から1918年までは前線に接した街であった。1914年9月に短期間ではあるもののドイツに占領されている。参戦後人口は93000人となり、戦時中は連合国軍が駐留したため人口は11万人となった。住民と産業界が深刻な困難に苦しみ、1917年から1925年までストライキが頻発した。定期的な爆撃にみまわれ、1915年にコミューンは大聖堂のような歴史的建造物の保護政策を実施した。1918年3月下旬、激しい爆撃でアミアン駅、新しいギャラリー、穀物取引所が破壊され、住民が避難する結果となった。
1918年3月、ドイツ軍はカナダの騎兵師団を押しとどめるためマイケル作戦を開始した。イギリス海外派遣軍の司令官ダグラス・ヘイグは、攻撃はアミアンの戦いになると指示した。攻撃は、パリ-アミアン間の鉄道路線を解放すべく計画されていた。
第一次世界大戦後、7000棟の住宅が全壊し、3000棟が損傷し、加えて略奪にあっていた。街の再建事業にはルイ・デュトワ（fr）が雇われた。1925年から事業が開始され、明らかにこの時代の建物のファサードはアールデコの特徴を示している。
1918年の爆撃で被害を受けた中心部の再建事業が完了しないまま、街は再び第二次世界大戦の砲火にみまわれることとなった。1940年のアミアンの戦いである。5月20日、ドイツ国防軍第1降下装甲師団がアミアンを占領した。中産階級の暮らすアンリヴィル地区、絵のように美しい庶民が暮らすサン＝ルー地区（いずれも現在再建）、そして大聖堂は被害を免れた。1942年、第一次再建計画がドイツ人将校と都市計画家ピエール・デュフォーによって着手された。1944年、ジェリコー作戦においてイギリス空軍爆撃機がアミアン刑務所を爆撃した。

### 戦後
1942年より、ピエール・デュフォーの再建事業が始まった。それは通りを拡張することで渋滞を緩和させることにあった。ガンベタ広場は建築家のアレクサンドル・クルトワが美化を行い、駅前広場はオーギュスト・ペレが設計した。ペレは有名な塔も設計している。デュフォーは、市の広場、大聖堂前広場に順番に焦点を当てていった。
1960年代後半、変革の風がフランスと世界に向けて吹き、アミアンにも影響した。1967年10月21日、ベトナム戦争に反対するデモが組織された。1968年3月、メゾン・ド・キュルテュールにて文部大臣アラン・ペレフィットのシンポジウムが開かれ、アミアンの学生たちは同年5月6日と7日のパリ行進に加わらなかった。
続いて労働者たちの抗議運動が始まった。パリの夜間の抗議運動に匹敵せずとも、アミアンの街は急速に麻痺した。家庭用ごみの収集が行われないため通りには悪臭がたちこめた。右翼も爆弾事件を起こした。
1970年代以降、コミューンはサン＝ルー地区の住宅を徐々に購入していった。そして1980年代には住宅は改修された。そして1990年代から、北部地区が再開発の対象となる間、ピカルディー大学の学部が大聖堂近くに移ってきた。2006年から駅周辺エリアの包括的な再開発が行われている。

## 人口統計
| 1962年 | 1968年 | 1975年 | 1982年 | 1990年 | 1999年 | 2006年 | 2009年 |
| ------ | ------ | ------ | ------ | ------ | ------ | ------ | ------ |
| 105433 | 117888 | 131476 | 131332 | 131872 | 135449 | 136105 | 133998 |

参照元:1962年までCassiniとEHESS , 1968年からINSEE ·  · 

## 司法

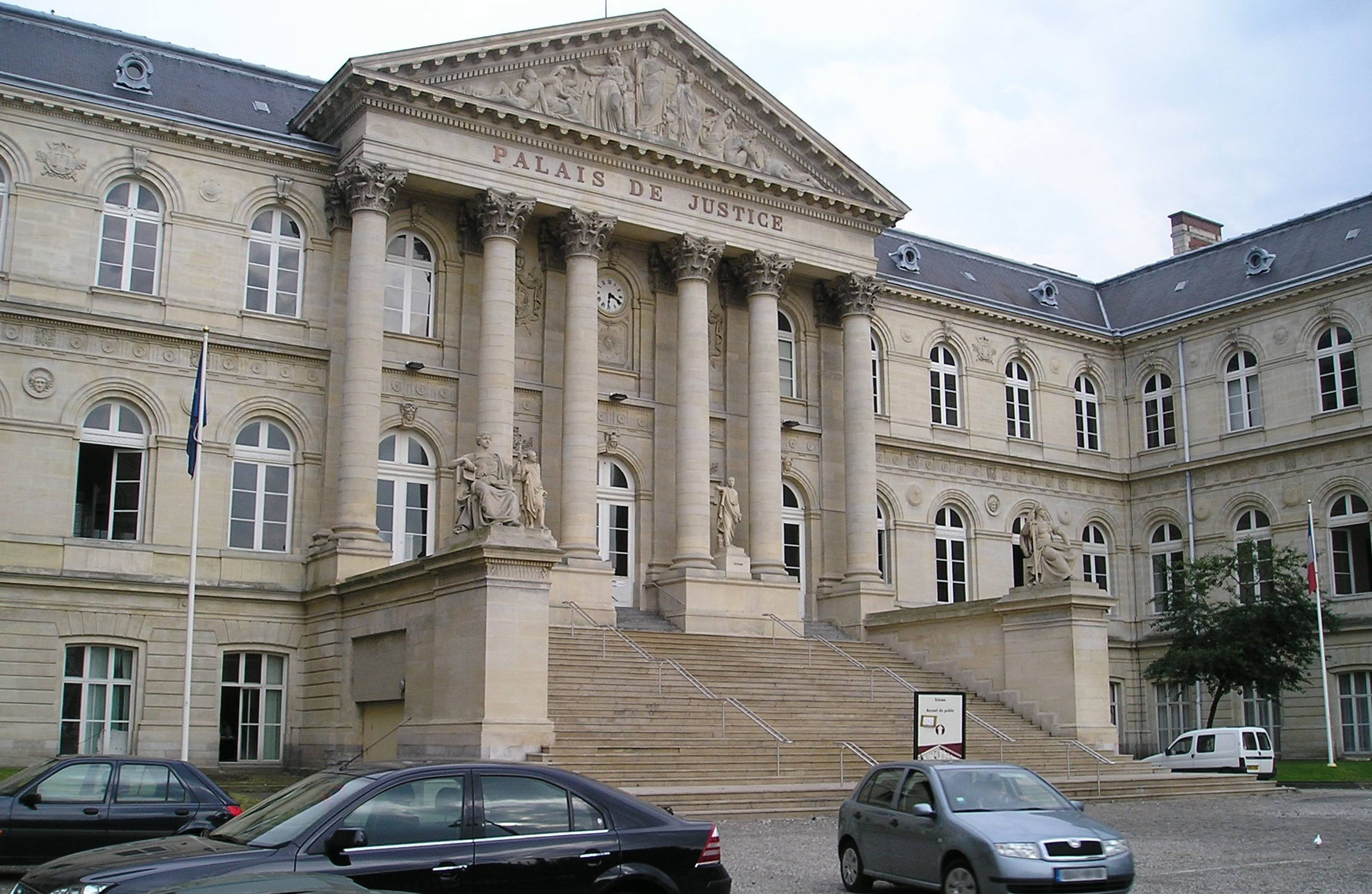
パレ・ジュスティス

アミアンは、歴史的に控訴裁判所があり、第一・第二裁判所が現在もあることから、強力な司法のまちである。アミアンの控訴裁判所はピカルディーの3県を管轄し、大審裁判所の1つとなっている。

## 経済
アミアンにはピカルディー商工会議所が置かれている。
アミアンにおいては第三次産業が8割近くを占める。郵趣のカタログを出版するイヴェール・エ・テリエ、国内有数の自動車販売代理店の1つ、ゲデ（fr）はアミアンに本社を置く。かつての織物の伝統を残すのは、ジーンズを製造するリー・クーパーである。
大戦後のアミアン経済は、ヴァレオやグッドイヤー、ダンロップといった自動車関連企業に縛られることとなった。1964年にはプロクター・アンド・ギャンブルが洗剤製造のため工場をつくった。
1990年代半ば以降、市はインターネットと電話関連に経済を転換しようとしている。数多くのコールセンターが主として市、地域圏、国の支援を受けて開かれた。

## 観光
アミアンの位置は、パリ、リール、ブリュッセルからの週末または短期旅行の目的地として魅力的である。また別の観光客はソンム湾に移って観光を楽しむ。
- ノートルダム大聖堂 (アミアン)
- 鐘楼
- ル・サーク・ミュニシパル
- ペレの塔
- 水上庭園 - かつての湿地帯を、野菜を栽培するため埋め立てた。耕作地としておよそ2000年の歴史がある

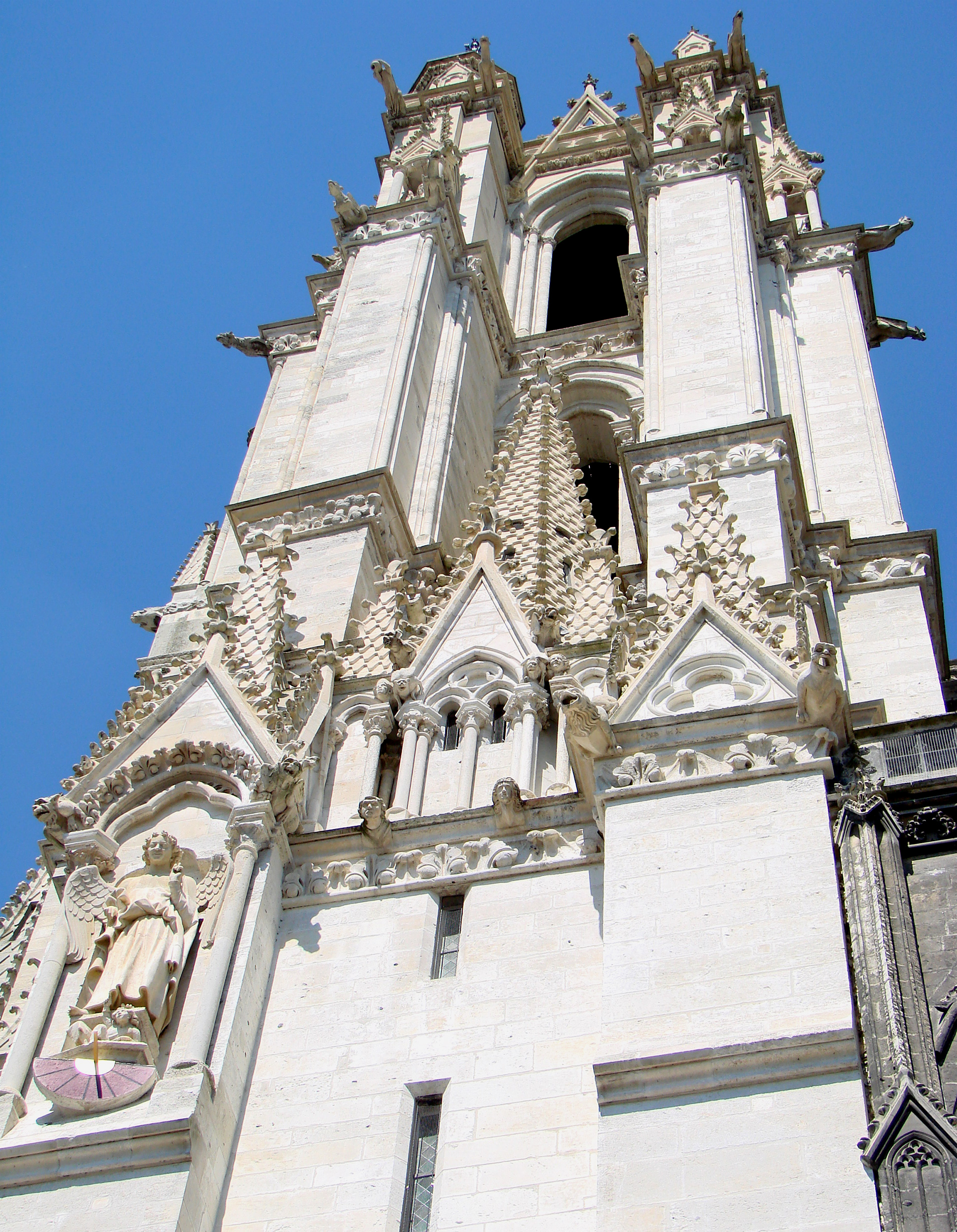
アミアン大聖堂
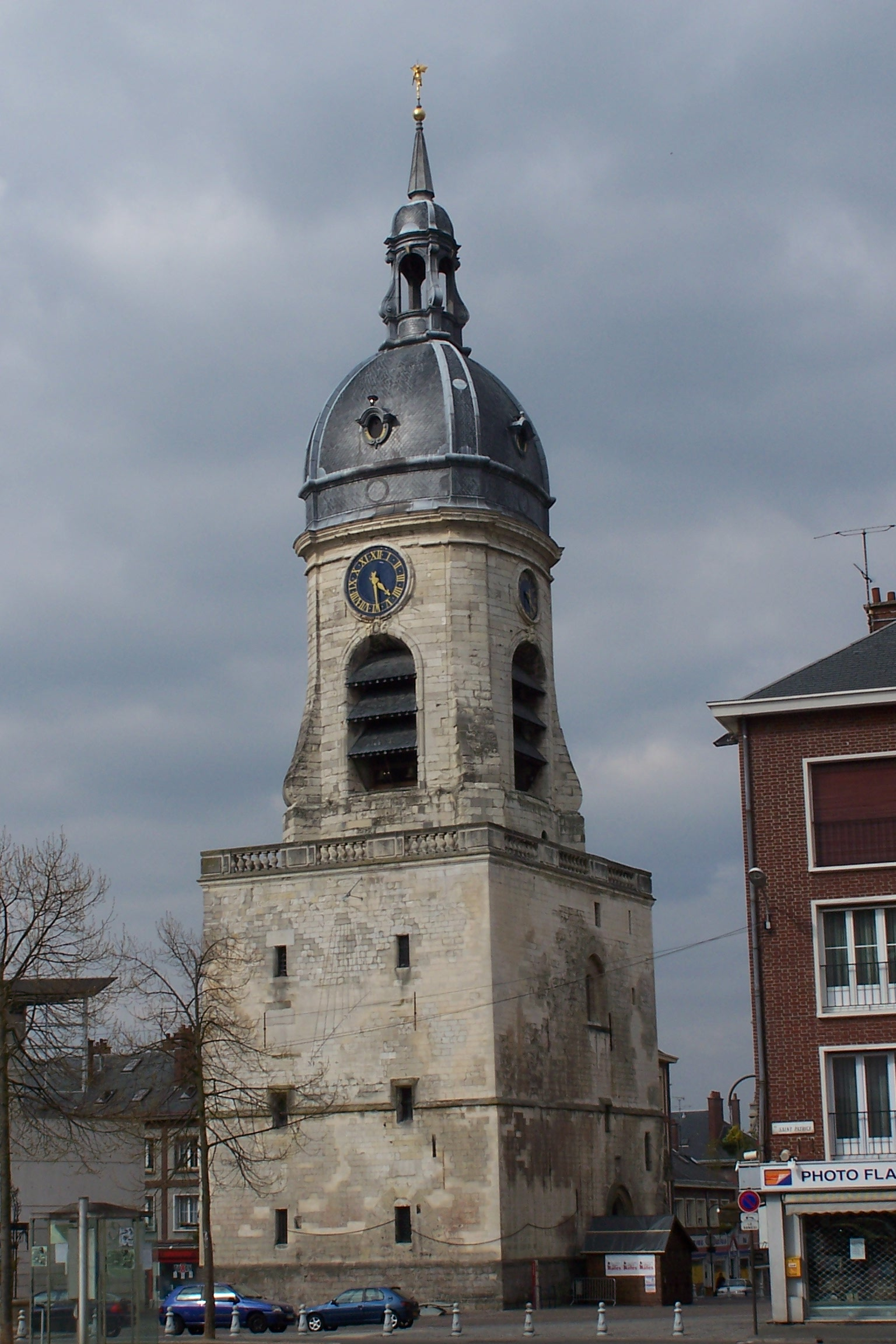
鐘楼
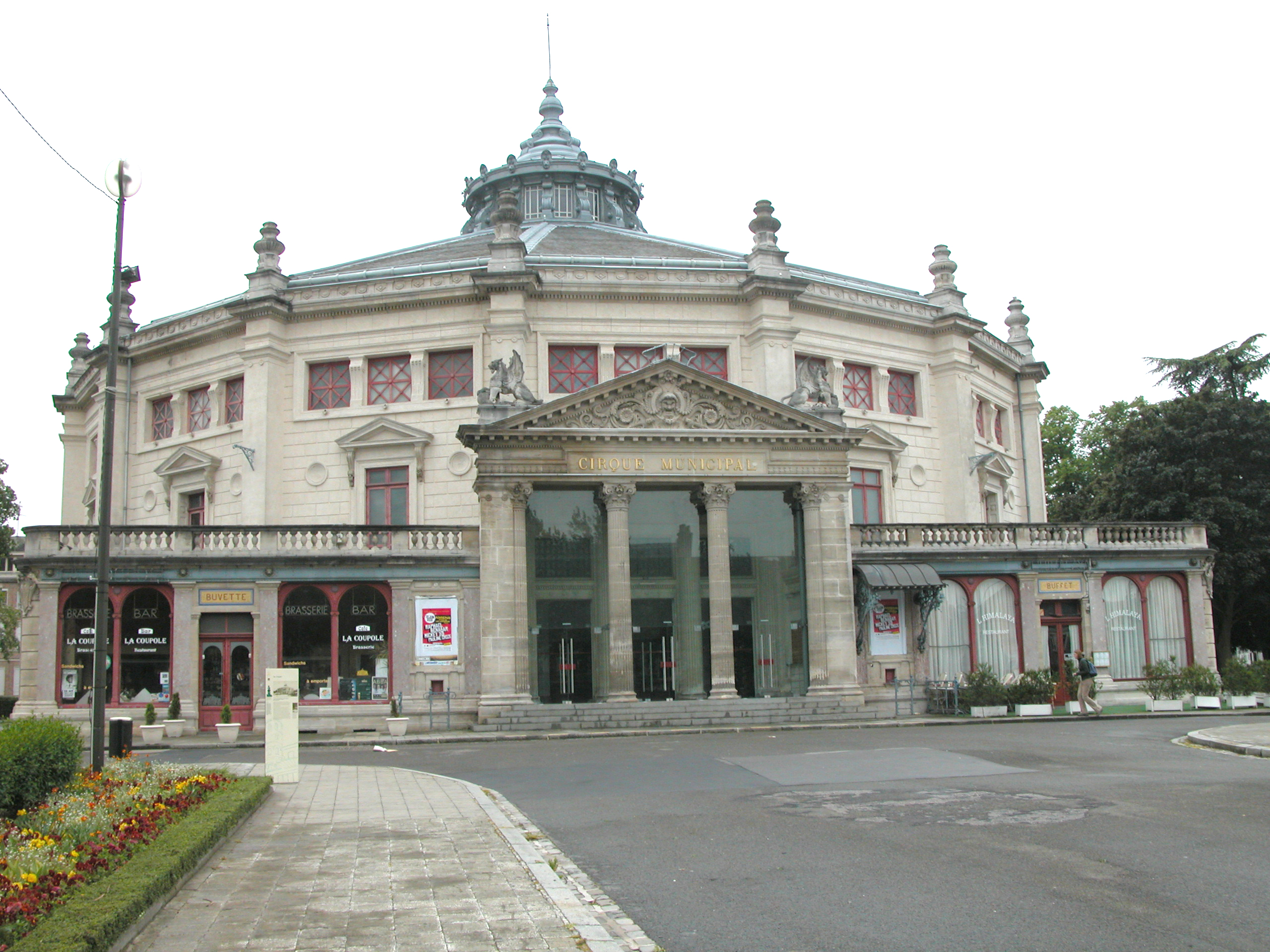
ル・サーク・ミュニシパル
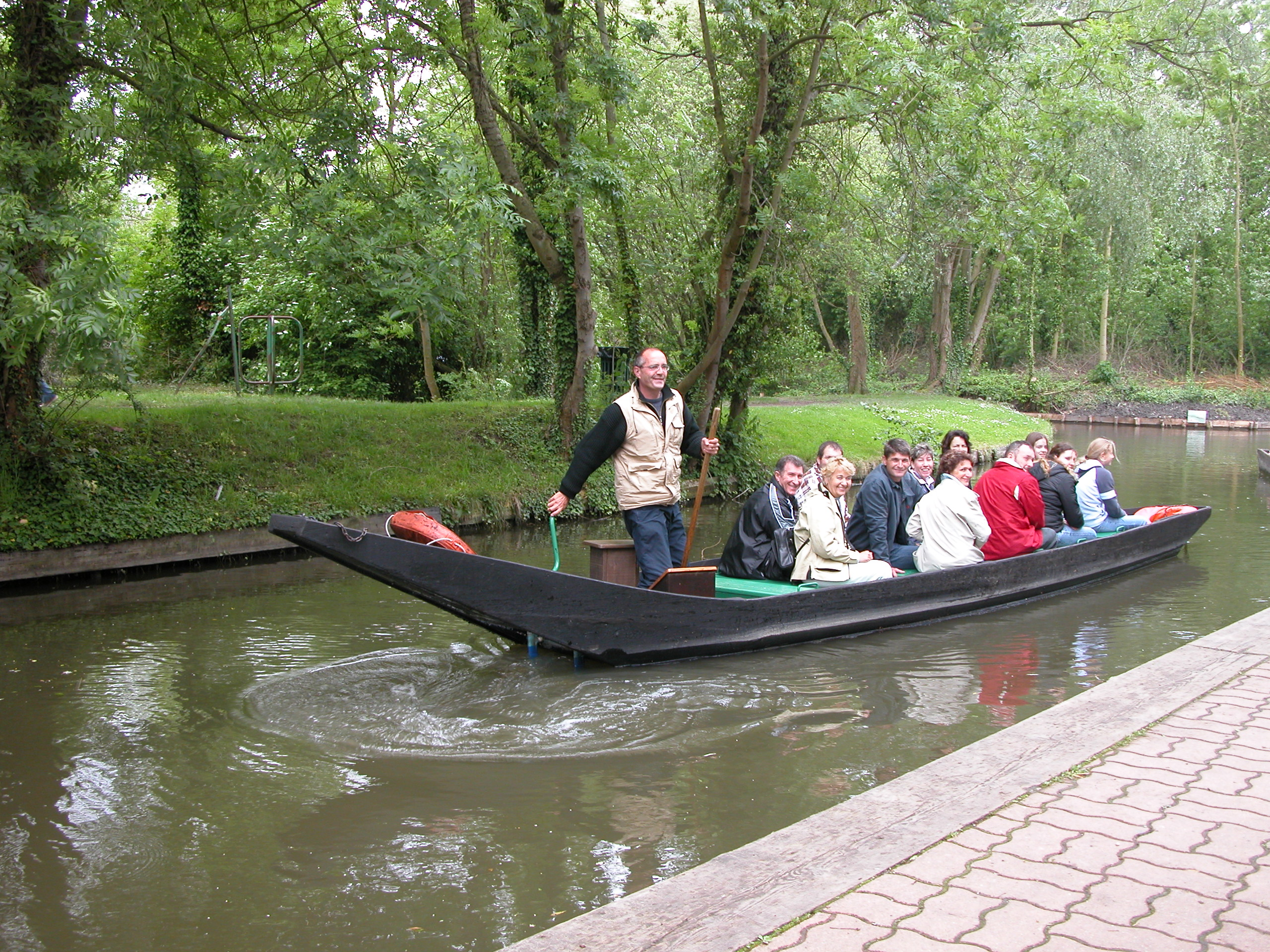
水上庭園
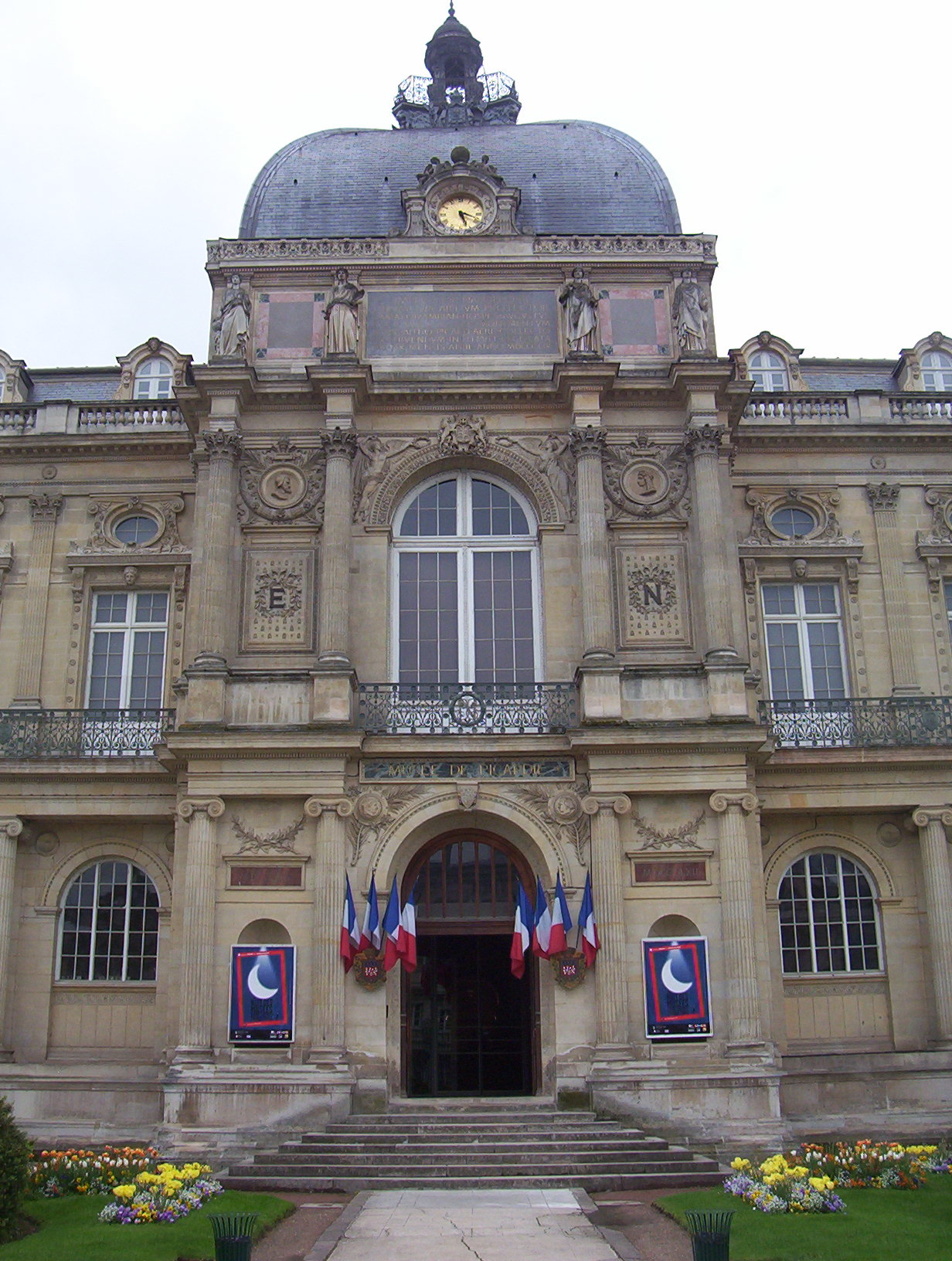
ピカルディー美術館

## 教育
- ピカルディー大学（fr） - 1969年創設の公立大学。
- アミアン電子電気工学技術高等学院fr）
- アミアン高等商業学校（fr）
- アミアン高等美術デザイン学校（fr）

## 都市間交通
- 道路 - A16、A29
- 鉄道 - TERピカルディーの他、パリ＝ブローニュ路線、アミアン＝ルーアン路線がある。

## 公共交通
- トラム - 1887年に2路線で初導入。1899年に電化され、1906年には7路線、全長19kmに及んだ。ロンギュオー-アミアン間を1932年からガス燃料で走るバス路線が通じていたが、1940年からトラム路線に変えられた。1964年以降、同路線はバス路線となった。しかしコミューンはトラムの再導入を検討している。

アミアン都市圏を走るバス・ネットワークは、地方公共団体が経営権の大半を握る第3セクターの混合経済会社（fr）が運営している。2006年よりバス専用レーンが導入された。
2008年より、レンタサイル・システムVélamが導入された。

## スポーツ
- アミアンSC

## 姉妹都市
- タルサ、アメリカ
- ドルトムント、ドイツ
- ゲルリッツ、ドイツ
- ダーリントン、イギリス
- 綿陽市 中華人民共和国

## 出身者
- ピエール・ショデルロ・ド・ラクロ
- ジュール・ヴェルヌ
- エドゥアール・リュカ
- エドアール・ブランリー
- オリヴィエ・ブランチャード
- アンヌ・ブロシェ
- エマニュエル・マクロン
- ブリジット・マクロン
- ジュリー・クワン
- ヤン・エムヴィラ

## 脚註
1. ↑  「大聖堂の保存」を望む人もいたため工事も遅れたが、それは例外であった。
2. ↑  “ローマ時代のガリアの人口推計　その１ 　古代ガリアの人口推計の概要とベロッホ（1886年）の人口推計”. zae06141.client.jp. 2025年3月26日閲覧。
3. ↑  中石器時代は紀元前9600年から5500年である。
4. ↑  Rapport d'activité 2006 de l’Inrap, p. 102.
5. ↑  大青の黄色い花は、コーキュ（coques）あるいはコカーニュ（cocaignesまたはcocagnes）と呼ばれるボール状にして集められ、それが「Pays de Cocagne」という表現の由来となっている。
6. ↑  （フランス語）『Ordonnances des roys de France de la troisième race: recueillies par ordre chonologique, avec des renvoys des unes aux autres, des sommaires, des observations sur le texte』(Hants), Gregg P.、1828年。
7. ↑  現在のロンゴー－カレー線（fr）。
8. ↑  Albert Chatelle, Amiens pendant la guerre 1914-1918.
9. ↑  
“Notice communale d'Amiens”. 1er janvier 2012.閲覧。.
10. ↑  
“Résultats du recensement de la population - Amiens”. 1er janvier 2012.閲覧。.
11. ↑  
“Recensement de la population au 1er janvier 2006”. 1er janvier 2012.閲覧。.
12. ↑  
“Populations légales 2009 en vigueur le 1er janvier 2012”. 1er janvier 2012.閲覧。.